# Daniel Yanofsky
Pour les articles homonymes, voir Yanofsky.
Daniel Abraham Yanofsky, surnommé Abe Yanofsky, né le 25 mars 1925 à Brody en Ukraine (alors en Pologne), mort le 5 mars 2000 à Winnipeg, est un avocat, homme politique et le premier grand maître canadien du jeu d'échecs ; jeune prodige, il remporte le titre de champion du Canada à huit reprises, rédige des livres d'échecs et obtient le titre d'arbitre international.

## Carrière aux échecs

### Champion du Canada à seize ans (1941)
Yanovsky émigre au Canada avec sa famille, d'origine juive, quand il a huit mois. Il apprend à jouer aux échecs avec son père à huit ans.
Enfant prodige des échecs, Yanofsky remporte son premier championnat provincial du Manitoba à l'âge de 12 ans, en 1937 et fait ses débuts au championnat du Canada à Toronto la même année.
En 1939, alors juste âge de 14 ans, il défend les couleurs du Canada à l'Olympiade de Buenos Aires ; il y fait sensation en obtenant le meilleur score au 2e échiquier. Il remporte son premier championnat du Canada en 1941, à l'âge de 16 ans, à Winnipeg. L'année suivante, il l'emporte à nouveau à Ventnor City avec 6,5/9 et est 1er-2e avec Herman Steiner à l'Open des États-Unis à Dallas.
Au début des années 1940, Yanofsky est interdit de jouer dans les championnats de la province du Manitoba parce que personne ne pouvait le vaincre.
Yanovsky est à nouveau le champion du Canada en 1943, 1945, 1947, 1953, 1959, 1963 et 1965. Avec huit titres, il détient le record de victoires à ce championnat, ex æquo avec Maurice Fox.

### Tournois internationaux

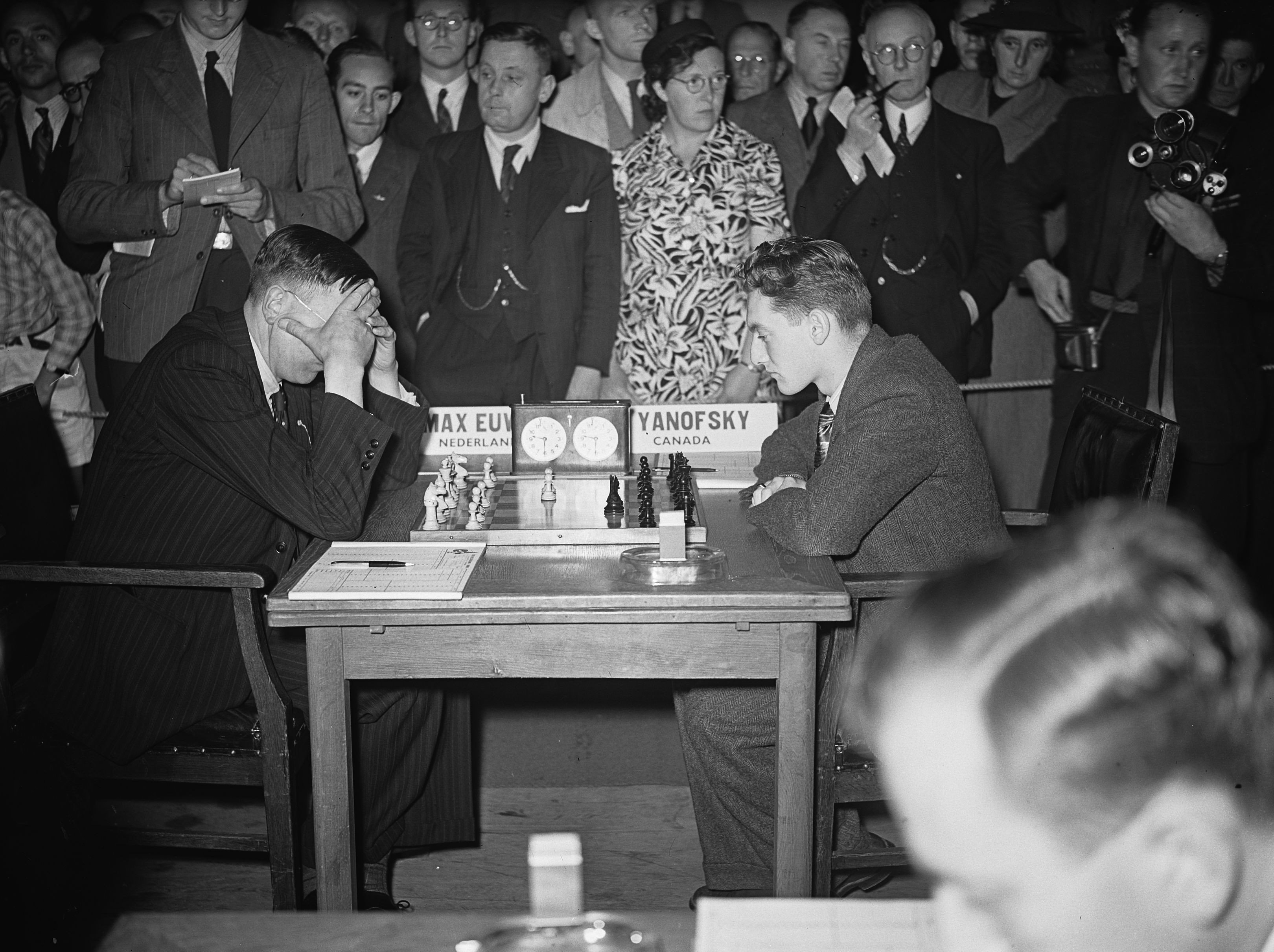
Max Euwe vs Yanofsky, 12 août 1946

En 1946, à 21 ans, Yanofsky participe à son premier tournoi d'envergure d'après la Seconde Guerre mondiale, le tournoi de Groningue, il y bat le champion soviétique et le vainqueur du tournoi Mikhaïl Botvinnik, et décroche le prix de beauté pour la partie. Au cours des deux années suivantes, il participe à d'autres tournois en Europe, son meilleur résultat étant une deuxième place derrière Miguel Najdorf à Barcelone en 1946. Il accède au tournoi interzonal de Saltsjöbaden en 1948 puis à celui de Stockholm en 1962. Il remporte le championnat britannique en 1953. À Dallas, en 1957, Yanofsky obtient sa première norme de grand maître grâce à des victoires contre Samuel Reshevsky, Friðrik Ólafsson et Larry Evans. Sa performance à l'Olympiade de Tel Aviv en 1964 (10/16) lui vaut une deuxième norme et le titre de grand maître international.
Il remporta également :
- le tournoi d'Arbon (Thurgovie) en 1946 avec Karel Opočenský et Luděk Pachman,

- Reykjavik en 1947,

- le tournoi de Hastings 1952-1953 (avec Harry Golombek, Jonathan Penrose et Antonio Medina) et
- l'Open du Canada en 1979 à Edmonton.

Yanofsky est deuxième à Hastings en 1951-1952 derrière Svetozar Gligorić et deuxième à Netanya en 1968, derrière Bobby Fischer.
Yanofsky est l'organisateur du premier tournoi de grands maîtres à Winnipeg en 1967, à l'occasion du centième anniversaire du Canada, il joue également dans le tournoi et remporte un prix de beauté pour une victoire contre László Szabó. Le tournoi est remporté par Bent Larsen et Klaus Darga.

### Olympiades
Il représentea le Canada au cours de onze Olympiades :
- Argentine - Buenos Aires 1939 (13,5/16),
- Pays-Bas - Amsterdam 1954 (9/17),
- - Munich 1958 (5.5/11),
- Israël - Tel Aviv 1964 (10/16),
- Cuba - La Havane 1966 (3,5/5),
- Suisse - Lugano 1968 (6/14),
- - Siegen 1970 (7/14),
- - Skopje 1972 (6/13),
- France - Nice 1974 (7/14),
- Israël - Haïfa 1976 (3,5/10) et
- Malte - La Valette 1980 (6/11),

soit une période de 41 ans et un total de 141 parties.

### Fin de carrière
Yanofsky obtient le titre d'arbitre international de la Fédération internationale des échecs en 1977.
Il participe à son dernier championnat du Canada en 1986, à l'âge de 61 ans dans sa ville de Winnipeg et se qualifie pour le tournoi interzonal avec une 3e-5e place avec 9,5/15 mais cède sa place à un joueur plus jeune. Il participe au tournoi de Groningue en 1996, à l'occasion du 50e anniversaire du tournoi de 1946.
Après sa mort en 2000, un tournoi mémorial annuel est organisé à Winnipeg.

## Biographie et carrière professionnelle
La famille de Yanofsky se compose de son père, sa mère Mary et ses frères Israel et Harry.
« Deux frères Janofsky se sont rencontrés pour la première fois à Buenos Aires... J. Janowski, 45 ans, est né en Ukraine et est parti pour l'Argentine en 1919. Son père est resté à la maison et a ensuite déménagé au Canada avec son fils de 6 mois, Abe Janowski (orthographe anglaise : Yanofsky). Abe... a été nommé premier échiquier aux Olympiades de Buenos Aires. En lisant la liste des participants, J. Janowsky était très surpris et avait hâte de rencontrer un A. Yanofsky de l'équipe canadienne. Il a montré la photo de son père et Abe s'est exclamé : « C'est aussi mon père ! ». Ils s'embrassèrent joyeusement ».

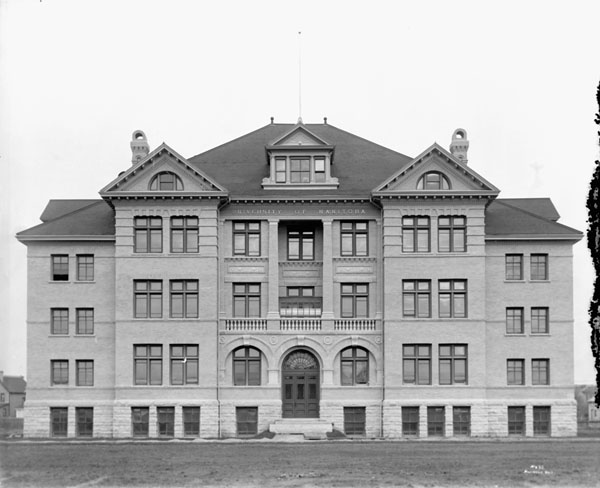
Yanofsky étudie à l'Université de Manitoba (Canada)

Son père meurt prématurément en 1938, alors qu'Abe a 13 ans,. Il devient ainsi soutien de famille, en occupant divers emplois à l'Atlantic Fruit Company pendant la journée et fréquentant l'école publique la nuit jusqu'à ce qu'il termine ses études secondaires puis, quand il entre à l'Université du Manitoba, il occupe un emploi la nuit,. Puis il sert dans la marine canadienne pendant la Seconde Guerre mondiale, entre 1944 et il a servi jusqu'en 1946.
Ensuite, il effectue un voyage en Europe, jouant alors dans des tournois et des matchs d'exhibition et donnant des conférences sur les échecs.
Il rentre au Canada et obtient un diplôme en science de l'université du Manitoba en 1946, puis remporte plusieurs bourses d'études et celle de Rhodes lui permet de mener à bien des études de droit à l'université d'Oxford,.
Excepté pour une courte période à la fin des années 1940, Yanofsky ne s'est jamais consacré uniquement aux échecs.
Après avoir obtenu son diplôme en 1951, il exerce le droit à Winnipeg, de 1951 à 1997, avec son frère Harry qui est aussi un maître d'échecs. Daniel Yanofsky plaide plusieurs cas devant la cour suprême du Canada, tout en continuant à jouer en amateur et remporter des titres. En 1953, il publie son autobiographie.

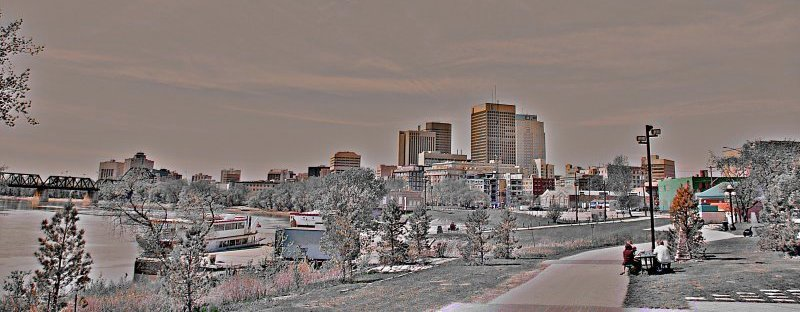
Vue de Winnipeg, Manitoba (Canada)

Il devient le maire de la ville de West Kildonan dans la périphérie de Winnipeg et conseiller de la ville de Winnipeg de 1970 à 1986, présidant le comité des finances. Yanofsky a été candidat du Parti libéral du Manitoba à l'assemblée législative du Manitoba lors de l'élection générale de 1959.
Longtemps, il publie une chronique hebdomadaire sur les échecs dans le Winnipeg Free Press.
En 1972, il est fait officier de l'Ordre du Canada. Par lettre patente, il est désigné conseiller de la Reine en 1980.

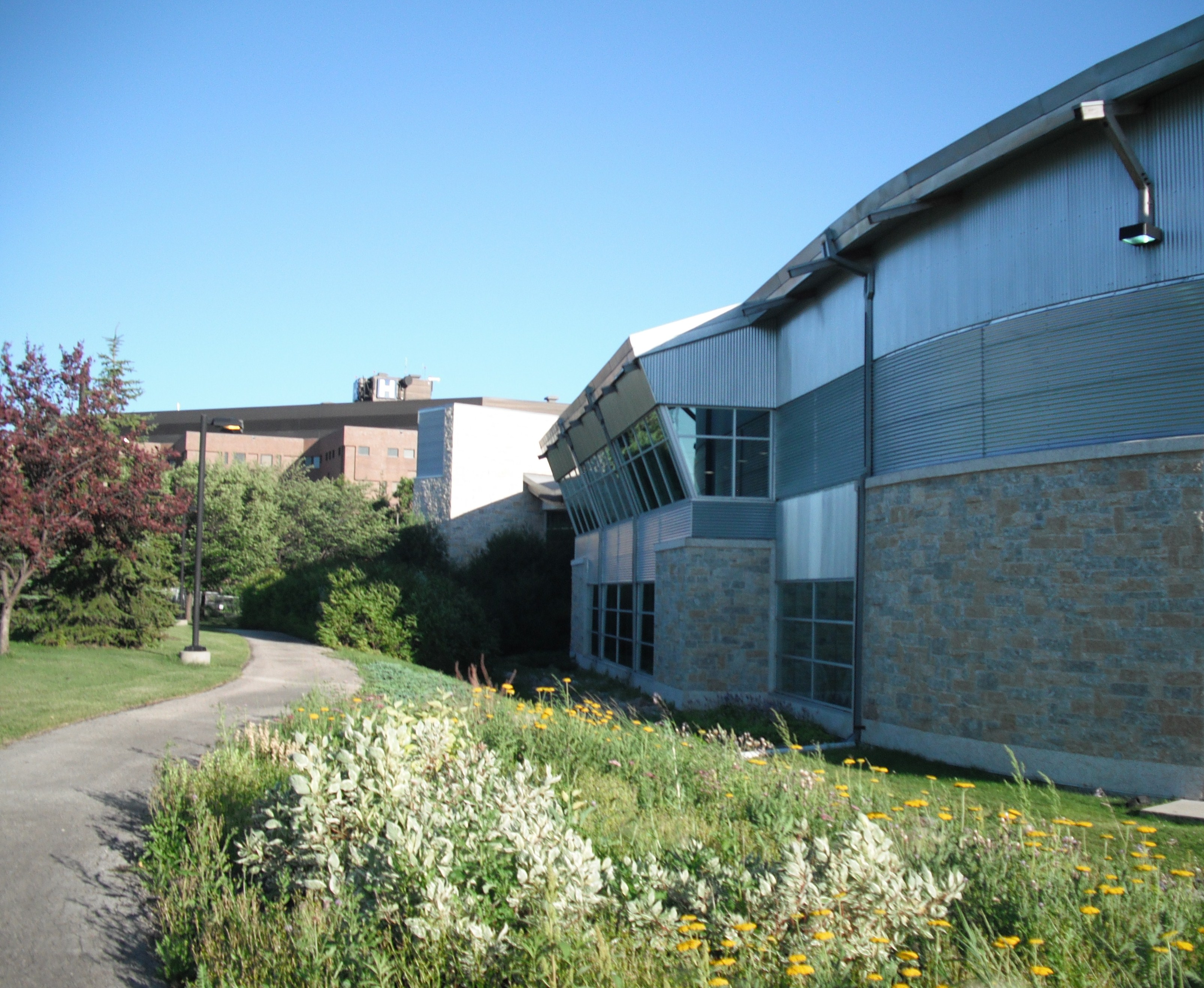
Seven Oaks General Hospital à Winnipeg Manitoba

Il jette les bases de la construction du nouvel hôpital de Seven Oaks et du Wellness Institute dans sa ville de Winnipeg.
Au Seven Oaks General Hospital, il meurt d'un cancer et d'une insuffisance cardiaque congestive en 2000, à près de 75 ans en 2000,. Ses funérailles ont lieu le 7 mars à la chapelle Chesed Shel Emes, et son inhumation au cimetière Shaarey Zedek.
Il était marié à Hilda et le couple avait quatre enfants : Michael (Andrew), Heather, Rochelle et Audrey, et plusieurs petits-enfants.
Le fonds Abe Yanofsky, reçu par les Archives de la ville de Winnipeg en 2006 et 2008, comprend des documents textuels, des photographies, des souvenirs et des artefacts liés à son éducation, ses carrières juridiques et politiques et son implication dans le monde des échecs. Ses numéros d'accession sont 2006/A006 et 2008/A005.

## Œuvres publiées
- Chess The Hard Way,
- How to Win End-games
- 100 Years of Chess in Canada
- éditeur du magazine Canadian Chess Chat pendant de nombreuses années
- chroniqueur pour Winnipeg Free Press
- rédige le livre du tournoi du premier Open du Canada en 1956
- rédige le livre du tournoi pour le tournoi de grands maîtres de Winnipeg en 1967

## Parties remarquables
- Daniel Yanofsky - Alberto Dulanto, ol Buenos Aires 1939, 1-0
- Daniel Yanofsky - Mikhail Botvinnik, Groningen 1946, 1-0
- Viacheslav Ragozine - Daniel Yanofsky, izt Saltsjöbaden 1948, 0-1
- Samuel Reshevsky - Daniel Yanofsky, ol Tel Aviv 1964, 0-1
- Laszlo Szabo - Daniel Yanofsky, Winnipeg 1967, 0-1